# Marco Thomä
Marco Thomä es un deportista alemán que compitió en ciclismo en la modalidad de trials, ganador de una medalla de bronce en el Campeonato Europeo de Ciclismo de Montaña de 2008.

## Palmarés internacional
| Campeonato Europeo | Campeonato Europeo  | Campeonato Europeo | Campeonato Europeo |
| Año                | Lugar               | Medalla            | Competición        |
| ------------------ | ------------------- | ------------------ | ------------------ |
| 2008               | Heubach ( Alemania) | Medalla de bronce  | Trials 20″         |